# Johnson Bluff
Das Johnson Bluff ist ein markantes Felsenkliff in der antarktischen Ross Dependency. Es ragt 8 km ostnordöstlich des Ranfurly Point an der Ostflanke der Mündung des Keltie-Gletschers in den Beardmore-Gletscher auf.
Das Advisory Committee on Antarctic Names benannte es 1966 nach Dwight L. Johnson, Biologe des United States Antarctic Research Program auf der McMurdo-Station im Jahr 1963.